# Park Generála Lázaro Cárdenase
Park Generála Lázaro Cárdenase v Praze 6-Bubenči je veřejný park, který sice vznikl na začátku 20. století, ale dlouho neměl oficiální název. Až v roce 2000 byl pojmenován po mexickém generálovi a prezidentovi Lázaro Cárdenasovi. V parku se též nachází pomník a socha prvního venezuelského prezidenta Simóna Bolívara a busty chilského prezidenta Bernarda O'Higginse Riquelme a mexického prezidenta Benita Juaréze.

## Historie a popis
Rovinatý park podlouhlého tvaru leží v západní části Bubenče. Je ohraničen na západě Terronskou ulicí (připomíná bitvu u Terronu, kde v říjnu 1918 bojovala československá pěší brigáda; za touto ulicí je pak ještě západněji náměstí Interbrigády). Na severu park ohraničuje ulice Antonína Čermáka (ta připomíná Antonína Čermáka, v letech 1931–1933 starostu Chicaga) a na jihu Maďarská ulice. Na východě park končí u Chitussiho ulice (pojmenována podle českého malíře Antonína Chitussiho).
Park vznikl už ve 20. letech 20. století na základě regulačního plánu architekta Antonína Engla, který se tehdy významně podílel na urbanistickém rozvoji této části Prahy. Parkově upravený pozemek ale až do roku 2000 neměl oficiálně přidělené pojmenování.
Parku dominuje pomník Simóna Bolívara věnovaný venezuelskému generálu a politikovi Simónu Bolívarovi (1783–1830), který byl jedním z hlavních představitelů jihoamerického boje za nezávislost na Španělsku. Autorem sochy z roku 1983 je Jan Hána, který byl za vytvoření pomníku venezuelským prezidentem vyznamenán. V parku najdeme i busty dalších latinskoamerických osobností: Benita Juáreze (1806–1872) a Bernarda O'Higginse (1778–1842).
Za zmínku stojí některé okolní budovy a instituce: na severní straně to jsou Základní škola a Mateřská škola Antonína Čermáka, vchod na Bubenečský hřbitov, Úřad průmyslového vlastnictví a Velvyslanectví Kanady. Na jižní straně parku je Bubenečská kolej ČVUT, za parkovištěm u vyústění ulice Charlese de Gaulla je Velvyslanectví Ukrajiny a Gibiánova vila, na rohu u Chitussiho ulice jsou budovy LDN Bubeneč.